# Charles Ier d'Anhalt-Zerbst
Charles Ier d'Anhalt-Zerbst (né à Dessau, le 17 novembre 1534 - mort à Zerbst le 4 mai 1561), prince allemand de la maison d'Ascanie qui règne sur la  principauté d'Anhalt-Zerbst.

## Biographie
Charles est le fils ainé de Jean V d'Anhalt-Zerbst et de son épouse Marguerite de Brandebourg, fille du Prince électeur Joachim Ier Nestor de Brandebourg.
Après la mort de son père en 1551], Charles hérite d'Anhalt-Zerbst conjointement avec ses frères cadets Joachim-Ernest d'Anhalt (1536-1586) et Bernard VII d'Anhalt-Zerbst selon les règles successorales en vigueur dans la maison d'Ascanie, c'est-à-dire sans partage des possessions de la principauté.
En 1553 Charles et ses frères et corégents héritent d'Anhalt-Plötzkau après la mort de leur oncle 
Georges III d'Anhalt-Dessau. 
Charles épouse à Zerbst le 16 mai 1557 Anne de Poméranie (5 février 1531 – 13 octobre 1592), une fille de Barnim XI de Poméranie. Ils n'ont pas d'enfant.
Charles meurt sept mois avant son dernier oncle survivant, Joachim d'Anhalt-Dessau et ce sont ses deux frères qui héritent conjointement des domaines de la principauté de Joachim Ier.